# Erikolol
Erikolol je beta blokator.